# Kanada na Letnich Igrzyskach Olimpijskich 1912
Kanadę na Letnich Igrzyskach Olimpijskich 1912 w Sztokholmie reprezentowało 37 zawodników. Był to piąty start reprezentacji na letnich igrzyskach olimpijskich. Najmłodszym zawodnikiem był George Hodgson, który miał 18 lat i 267 dni, a najstarszym – Robert Hutcheson, który miał 42 lata i 54 dni.

## Zdobyte medale
| Medal  | Zawodnik         | Dyscyplina sportowa | Konkurencja            |
| ------ | ---------------- | ------------------- | ---------------------- |
| Złoto  | George Goulding  | Lekkoatletyka       | Chodziarz na 10 km     |
| Złoto  | George Hodgson   | Pływanie            | 400 m stylem dowolnym  |
| Złoto  | George Hodgson   | Pływanie            | 1500 m stylem dowolnym |
| Srebro | Duncan Gillis    | Lekkoatletyka       | Rzut młotem            |
| Srebro | Calvin Bricker   | Lekkoatletyka       | Skok w dal             |
| Brąz   | Francis Lukeman  | Lekkoatletyka       | Pięciobój              |
| Brąz   | William Halpenny | Lekkoatletyka       | Skok o tyczce          |
| Brąz   | Everard Butler   | Wioślarstwo         | Jedynka                |

## Skład kadry

### Kolarstwo

#### Kolarstwo szosowe
| Zawodnik      | Konkurencja                    | Czas       | Pozycja |
| ------------- | ------------------------------ | ---------- | ------- |
| Frank Brown   | jazda indywidualna na czas (m) | 11:01:00,0 | 5.      |
| George Watson | jazda indywidualna na czas (m) | 12:52:22,2 | 78.     |

### Lekkoatletyka
Konkurencje biegowe
| Konkurencja                 | Zawodnik                                                  | Eliminacje | Eliminacje | Półfinał      | Półfinał      | Finał              | Finał              |
| Konkurencja                 | Zawodnik                                                  | Wynik      | Miejsce    | Wynik         | Miejsce       | Wynik              | Miejsce            |
| --------------------------- | --------------------------------------------------------- | ---------- | ---------- | ------------- | ------------- | ------------------ | ------------------ |
| 100 m                       | Harry Beasley                                             | b.d        | 4.         | Nie awansował | Nie awansował | Nie awansował      | Nie awansował      |
| 100 m                       | Francis Lukeman                                           | b.d        | 2.         | b.d           | 2.            | Nie awansował      | Nie awansował      |
| 100 m                       | John Howard                                               | 11,0       | 1.         | b.d           | 2.            | Nie awansował      | Nie awansował      |
| 100 m                       | Frank McConnell                                           | b.d        | 3.         | Nie awansował | Nie awansował | Nie awansował      | Nie awansował      |
| 200 m                       | Harry Beasley                                             | b.d        | 3.         | Nie awansował | Nie awansował | Nie awansował      | Nie awansował      |
| 200 m                       | John Howard                                               | 25,0       | 1.         | b.d           | 2.            | Nie awansował      | Nie awansował      |
| 200 m                       | Frank McConnell                                           | b.d        | 3.         | Nie awansował | Nie awansował | Nie awansował      | Nie awansował      |
| 400 m                       | Mel Brock                                                 | b.d        | 3.         | Nie awansował | Nie awansował | Nie awansował      | Nie awansował      |
| 400 m                       | Thomas Gallon                                             | b.d        | 3.         | Nie awansował | Nie awansował | Nie awansował      | Nie awansował      |
| 800 m                       | John Tait                                                 | b.d        | 2.         | b.d           | 5.            | Nie awansował      | Nie awansował      |
| 800 m                       | George Brock                                              | 1:57,0     | 1.         | 1:55,7        | 1.            | 1:53,0             | 5.                 |
| 1500 m                      | John Tait                                                 | b.d        | 4.         |               |               | Nie awansował      | Nie awansował      |
| 5000 m                      | Alex Decouteau                                            | 15:24,2    | 2.         |               |               | b.d                | 6.                 |
| 5000 m                      | Joe Keeper                                                | 15:28,9    | 2.         |               |               | Nie ukończył biegu | Nie ukończył biegu |
| 10 000 m                    | Joe Keeper                                                | 33:58,8    | 2.         |               |               | 32:36,2            | 4.                 |
| maraton                     | James Duffy                                               |            |            |               |               | 2:42:18,8          | 5.                 |
| maraton                     | Édouard Fabre                                             |            |            |               |               | 2:50:36,2          | 11.                |
| maraton                     | William Forsyth                                           |            |            |               |               | 2:52:23,0          | 15.                |
| maraton                     | James Corkery                                             |            |            |               |               | Nie ukończył biegu | Nie ukończył biegu |
| 110 m przez płotki          | Francis Lukeman                                           | b.d        | 3.         | Nie awansował | Nie awansował | Nie awansował      | Nie awansował      |
| sztafeta 4 × 100 m mężczyzn | Frank McConnell Francis Lukeman Harry Beasley John Howard | 46,2       | 1.         | 43,5          | 2.            | Nie awansowali     | Nie awansowali     |
| sztafeta 4 × 400 m mężczyzn | Mel Brock Army Howard Tom Gallon Jack Tait                | 3:22,2     | 2.         |               |               | Nie awansowali     | Nie awansowali     |
| chód na 10 km               | George Goulding                                           | 47:14,5    | 1.         |               |               | 46:28,4            | złoto              |

Konkurencje techniczne
| Zawodnik         | Konkurencja          | Finał | Finał   |
| Zawodnik         | Konkurencja          | Wynik | Miejsce |
| ---------------- | -------------------- | ----- | ------- |
| Calvin Bricker   | skok w dal           | 7,21  | srebro  |
| Arthur Maranda   | skok w dal           | 5,87  | 28.     |
| Calvin Bricker   | trójskok             | 13,25 | 18.     |
| Arthur Maranda   | trójskok             | 12,53 | 20.     |
| William Halpenny | skok o tyczce        | 3,80  | brąz    |
| Arthur Maranda   | skok w dal z miejsca | 2,98  | 17.     |
| Duncan Gillis    | rzut młotem          | 48,39 | srebro  |
| Duncan Gillis    | rzut dyskiem         | 39,01 | 14.     |

| Zawodnik        | Konkurencje   | Konkurencje                | Wyniki                | Punkty                   | Miejsce                  |
| --------------- | ------------- | -------------------------- | --------------------- | ------------------------ | ------------------------ |
| Francis Lukeman | pięciobój     | skok w dal                 | 6,45                  | 8                        | 8.                       |
| Francis Lukeman | pięciobój     | rzut oszczepem             | 36,02                 | 19                       | 19.                      |
| Francis Lukeman | pięciobój     | Bieg na 200 m              | 23,2                  | 5                        | 5.                       |
| Francis Lukeman | pięciobój     | rzut dyskiem               | 33,76                 | 3                        | 3.                       |
| Francis Lukeman | pięciobój     | Bieg na 1500 m             | 5:00,2                | 5                        | 5.                       |
| Francis Lukeman | pięciobój     | Finał                      |                       | 29                       | brąz                     |
| Francis Lukeman | dziesięciobój | bieg 100 m                 | 11,2                  | 904,8                    | 3.                       |
| Francis Lukeman | dziesięciobój | skok w dal                 | 6,14                  | 671,70                   | 14.                      |
| Francis Lukeman | dziesięciobój | pchnięcie kulą             | 9,29                  | 449,0                    | 27.                      |
| Francis Lukeman | dziesięciobój | skok wzwyż                 | 1,75                  | 790,0                    | 4.                       |
| Francis Lukeman | dziesięciobój | bieg 400 m                 | 52,1                  | 860,88                   | 3.                       |
| Francis Lukeman | dziesięciobój | rzut dyskiem               | 30,52                 | 584,28                   | 12.                      |
| Francis Lukeman | dziesięciobój | bieg na 110 m przez płotki | 16,3                  | 876,5                    | 3.                       |
| Francis Lukeman | dziesięciobój | skok o tyczce              | 2,70                  | 454,6                    | 12.                      |
| Francis Lukeman | dziesięciobój | rzut oszczepem             | Nie stanął na starcie | Nie stanął na starcie    | Nie stanął na starcie    |
| Francis Lukeman | dziesięciobój | bieg na 1500 m             | -                     | -                        | -                        |
| Francis Lukeman | dziesięciobój | Finał                      |                       | Nie ukończył konkurencji | Nie ukończył konkurencji |

### Pływanie
Mężczyźni
| Konkurencja     | Zawodnik       | Eliminacje | Eliminacje | Półfinał | Półfinał | Finał   | Finał   |
| Konkurencja     | Zawodnik       | Czas       | Miejsce    | Czas     | Miejsce  | Czas    | Miejsce |
| --------------- | -------------- | ---------- | ---------- | -------- | -------- | ------- | ------- |
| 400 m dowolnym  | George Hodgson | 5:50,6     | 1.         | 5:25,4   | 1.       | 5:24,4  | złoto   |
| 1500 m dowolnym | George Hodgson | 22:23,0    | 1.         | 22:26,0  | 1.       | 22:00,0 | złoto   |

### Skoki do wody
| Konkurencja              | Zawodnik         | Eliminacje               | Eliminacje               | Półfinał | Półfinał | Finał         | Finał         |
| Konkurencja              | Zawodnik         | Wynik                    | Pozycja                  | Wynik    | Pozycja  | Wynik         | Pozycja       |
| ------------------------ | ---------------- | ------------------------ | ------------------------ | -------- | -------- | ------------- | ------------- |
| wieża 10 m               | John P. Lyons    | 32,5                     | 8.                       |          |          | Nie awansował | Nie awansował |
| skoki standard i dowolne | John P. Lyons    | Nie ukończył konkurencji | Nie ukończył konkurencji |          |          | Nie awansował | Nie awansował |
| trampolina 3m            | Robert Zimmerman | 76,60                    | 2.                       |          |          | 72,54         | 5.            |

### Strzelectwo
| Konkurencja        | Zawodnik         | Finał | Finał   |
| Konkurencja        | Zawodnik         | Wynik | Pozycja |
| ------------------ | ---------------- | ----- | ------- |
| trap indywidualnie | Robert Hutcheson | 84    | 17.     |
| trap indywidualnie | James Kenyon     | 13    | 45.     |
| trap indywidualnie | William Davies   | 13    | 45.     |

### Wioślarstwo
| Konkurencja | Zawodnik | Eliminacje | Eliminacje | Ćwierćfinał    | Ćwierćfinał    | Półfinał       | Półfinał       | Finał          | Finał          | Pozycja        |
| Konkurencja | Zawodnik | Czas       | M.         | Czas           | M.             | Czas           | M.             | Czas           | M.             | Pozycja        |
| ----------- | --- | ---------- | ---------- | -------------- | -------------- | -------------- | -------------- | -------------- | -------------- | -------------- |
| M1x         | Everard Butler | 7:55,6     | 1.         | 7:39,9         | 1.             | 7:41,0         | 2.             | Nie awansował  | Nie awansował  | brąz           |
| M8+         | Charles Riddy Phil Boyd Albert Kent William Murphy Alex Sinclair Becher Gale Richard Gregory Geoffrey Taylor Winslow McCleary | b.d        | 2.         | Nie awansowali | Nie awansowali | Nie awansowali | Nie awansowali | Nie awansowali | Nie awansowali | Nie awansowali |